# Fraconalto
Fraconalto é uma comuna italiana da região do Piemonte, província de Alexandria, com cerca de 328 habitantes. Estende-se por uma área de 15,85 km², tendo uma densidade populacional de 20 hab/km². Faz fronteira com Busalla (GE), Campomorone (GE), Mignanego (GE), Ronco Scrivia (GE), Voltaggio.

## Demografia
| Variação demográfica do município entre 1861 e 2011                               |
|                                                                                   |
| Fonte: Istituto Nazionale di Statistica (ISTAT) - Elaboração gráfica da Wikipedia |